# Marie-Claire Battistelli
Pour les articles homonymes, voir Battistelli.
Marie-Claire Battistelli (née le 17 octobre 1954) est une joueuse française de basket-ball.

## Biographie
Elle connaît sa première sélection en équipe de France le 7 mai 1954 au Mans contre la Yougoslavie. Sa carrière internationale, avec 11 sélections, s'achève le 22 juillet 1974 à Gênes contre l'URSS.